# Olympische Sommerspiele 1960/Leichtathletik – Speerwurf (Männer)

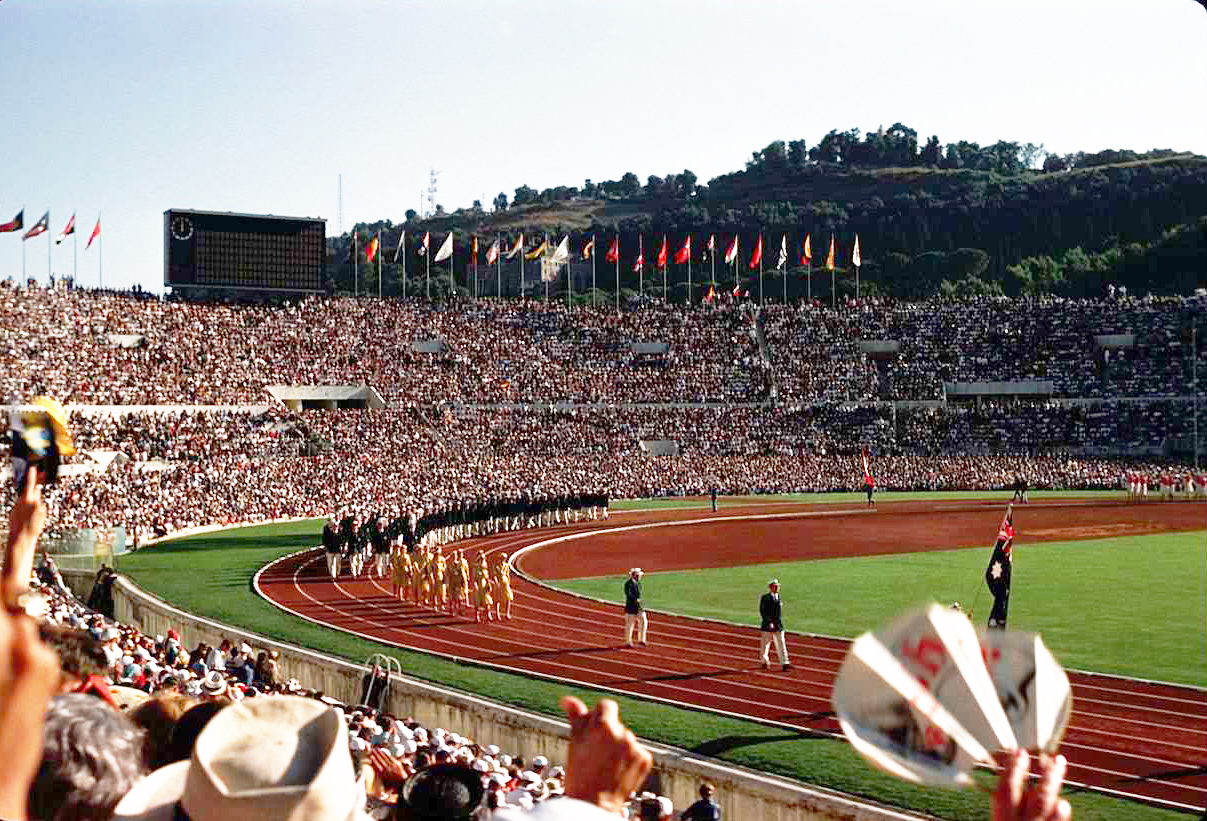
Das Olympiastadion während der Eröffnungsfeier

Der Speerwurf der Männer bei den Olympischen Spielen 1960 in Rom wurde am 7. und 8. September 1960 im Stadio Olimpico ausgetragen. 28 Athleten nahmen teil.
Olympiasieger wurde Wiktor Zybulenko aus der Sowjetunion. Er gewann vor dem Deutschen Walter Krüger und dem Ungarn Gergely Kulcsár.
Neben Silbermedaillengewinner Krüger gingen für Deutschland auch Erich Ahrendt und Hermann Salomon an den Start. Ahrendt scheiterte wie auch Urs von Wartburg, der einzige Schweizer im Feld, schon in der Qualifikation. Salomon konnte sich für das Finale qualifizieren und erreichte dort Platz zwölf. Speerwerfer aus Österreich und Liechtenstein nahmen nicht teil.

## Bestehende Rekorde
| Weltrekord         | 86,04 m | Al Cantello ( USA)         | Compton (Illinois), USA | 5. Juni 1959      |
| Olympischer Rekord | 85,71 m | Egil Danielsen ( Norwegen) | Finale OS Melbourne     | 26. November 1956 |

Der bestehende olympische Rekord wurde hier in Rom nicht erreicht. Dem im Finale achtplatzierten Polen Janusz Sidło gelang in der Qualifikationsgruppe A mit 85,14 m der weiteste Wurf bei diesen Spielen, womit er 57 Zentimeter unter dem olympischen Rekord und neunzig Zentimeter unter dem Weltrekord blieb.

## Durchführung des Wettbewerbs
28 Athleten traten am 7. September in zwei Gruppen zu einer Qualifikationsrunde an. Dreizehn Wettbewerber – hellblau unterlegt – übertrafen die Qualifikationsweite von 74,00 m. Damit war die Mindestzahl von zwölf Finalteilnehmern erreicht. Für alle qualifizierten Werfer fand am 8. September das Finale statt. Dort standen jedem Athleten zunächst drei Versuche zu. Die besten sechs Sportler konnten dann drei weitere Würfe absolvieren.

## Zeitplan
7. September, ab 9:00 Uhr: Qualifikation

8. September, 15:30 Uhr: Finale

## Qualifikation
Datum: 7. September 1960, ab 9:00 Uhr

## Legende
Kurze Übersicht zur Bedeutung der Symbolik – so üblicherweise auch in sonstigen Veröffentlichungen verwendet:
| – | verzichtet |
| x | ungültig   |

Die Bestweiten sind fett gedruckt. Bei gleicher Weite entschied die zweitbeste Weite über die Platzierung.

### Gruppe A

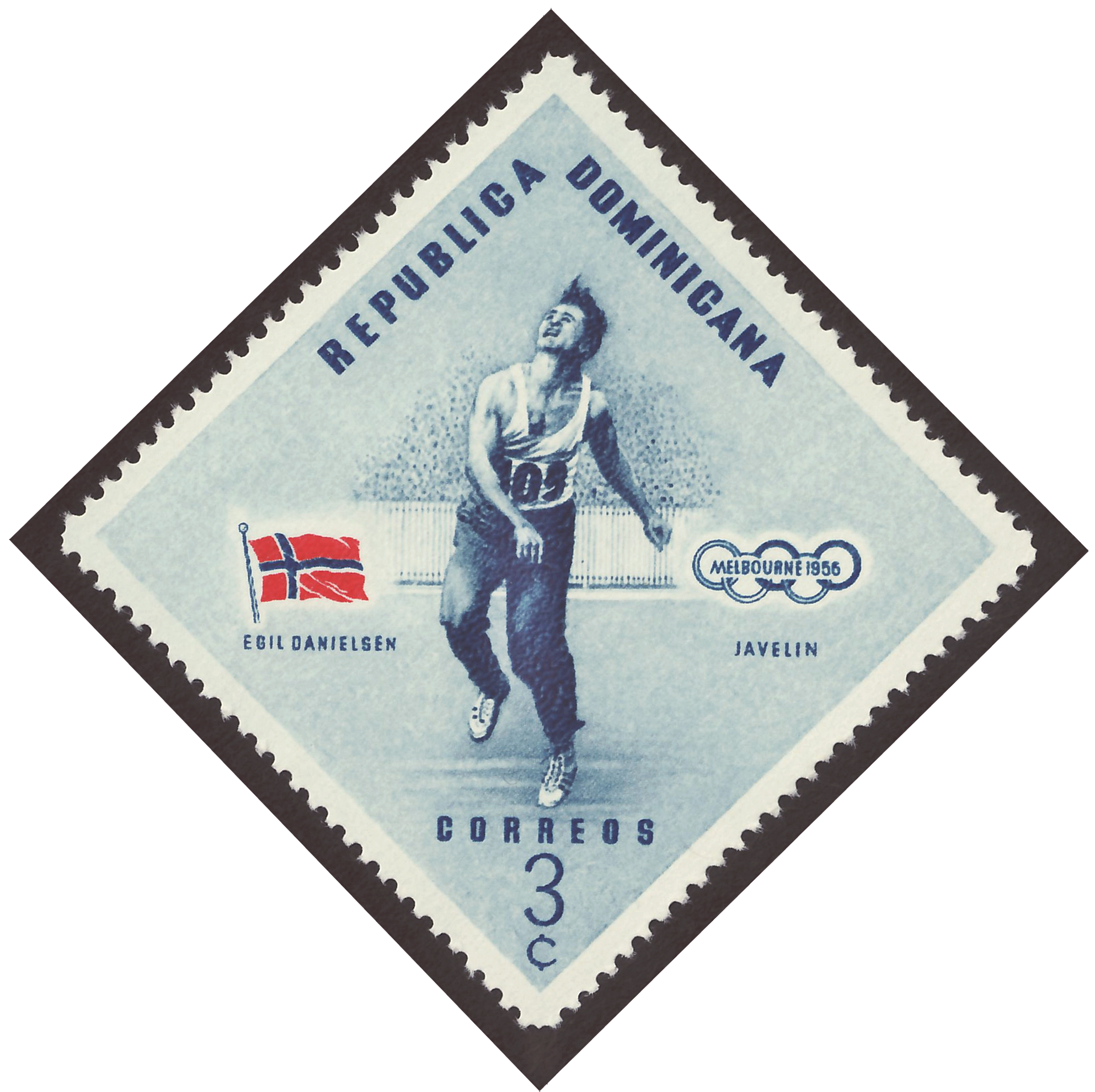
Der Olympiasieger von 1956 Egil Danielsen (hier abgebildet auf einer Briefmarke) schied in Qualifikationsgruppe A mit 72,93 m aus

| Platz | Name                   | Nation       | 1. Versuch | 2. Versuch | 3. Versuch | Resultat |
| ----- | ---------------------- | ------------ | ---------- | ---------- | ---------- | -------- |
| 1     | Janusz Sidło           | Polen        | 85,14 m    | –          | –          | 85,14 m  |
| 2     | Wiktor Zybulenko       | Sowjetunion  | 67,50 m    | 79,70 m    | –          | 79,70 m  |
| 3     | Walter Krüger          | Deutschland  | 63,93 m    | 78,81 m    | –          | 78,81 m  |
| 4     | Willy Rasmussen        | Norwegen     | 73,80 m    | 77,95 m    | –          | 77,95 m  |
| 5     | Knut Fredriksson       | Schweden     | 67,21 m    | 75,28 m    | –          | 75,28 m  |
| 6     | Zbigniew Radziwonowicz | Polen        | 74,86 m    | –          | –          | 74,86 m  |
| 7     | Terje Pedersen         | Norwegen     | 74,67 m    | –          | –          | 74,67 m  |
| 8     | Erich Ahrendt          | Deutschland  | 72,99 m    | 73,29 m    | 71,60 m    | 73,29 m  |
| 9     | Egil Danielsen         | Norwegen     | 69,26 m    | 72,66 m    | 72,93 m    | 72,93 m  |
| 10    | Myron Anyfantakis      | Griechenland | 59,40 m    | 69,53 m    | x          | 69,53 m  |
| 11    | Alexandru Bizim        | Rumänien     | 68,92 m    | 67,10 m    | 57,90 m    | 68,92 m  |
| 12    | William Alley          | USA          | 62,02 m    | 67,36 m    | 68,66 m    | 68,66 m  |
| 13    | Alfonso de Andrés      | Spanien      | 59,84 m    | 60,84 m    | 54,70 m    | 60,84 m  |
| 14    | Abdul Wardak           | Afghanistan  | 53,64 m    | 64,20 m    | x          | 64,20 m  |

### Gruppe B

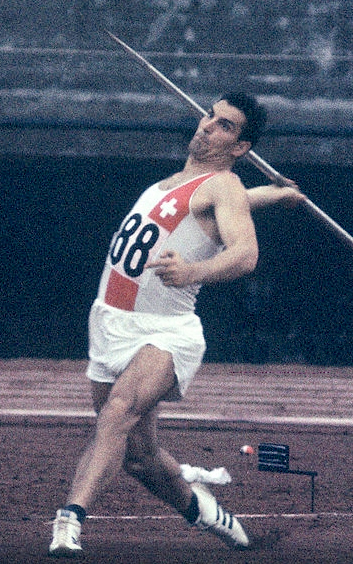
Urs von Wartburg – mit 71,56 m ausgeschieden in Qualifikationsgruppe B

| Platz | Name             | Nation      | 1. Versuch | 2. Versuch | 3. Versuch | Resultat |
| ----- | ---------------- | ----------- | ---------- | ---------- | ---------- | -------- |
| 1     | Al Cantello      | USA         | x          | 69,69 m    | 79,72 m    | 79,72 m  |
| 2     | Mart Paama       | Sowjetunion | 68,69 m    | 76,36 m    | –          | 76,36 m  |
| 3     | Väinö Kuisma     | Finnland    | 75,93 m    | –          | –          | 75,93 m  |
| 4     | Hermann Salomon  | Deutschland | 69,57 m    | 75,12 m    | –          | 75,12 m  |
| 5     | Carlo Lievore    | Italien     | 74,82 m    | –          | –          | 74,82 m  |
| 6     | Gergely Kulcsár  | Ungarn      | 74,70 m    | –          | –          | 74,70 m  |
| 7     | Iwan Siwopliasow | Sowjetunion | 65,65 m    | 73,85 m    | 71,93      | 73,85 m  |
| 8     | Michel Macquet   | Frankreich  | 73,74 m    | x          | 69,15 m    | 73,74 m  |
| 9     | Léon Syrovatski  | Frankreich  | 67,81 m    | 71,59 m    | 71,54 m    | 71,59 m  |
| 10    | Urs von Wartburg | Schweiz     | 71,56 m    | x          | 68,92 m    | 71,56 m  |
| 11    | Muhammad Nawaz   | Pakistan    | x          | 70,05 m    | 67,40 m    | 70,05 m  |
| 12    | Baruch Feinberg  | Israel      | 68,24 m    | 62,81 m    | 65,94 m    | 68,24 m  |
| 13    | Terry Beucher    | USA         | x          | 61,59 m    | 68,11 m    | 68,11 m  |
| 14    | Salah Majid      | Irak        | 57,52 m    | 54,18 m    | 52,25 m    | 57,52 m  |

## Finale

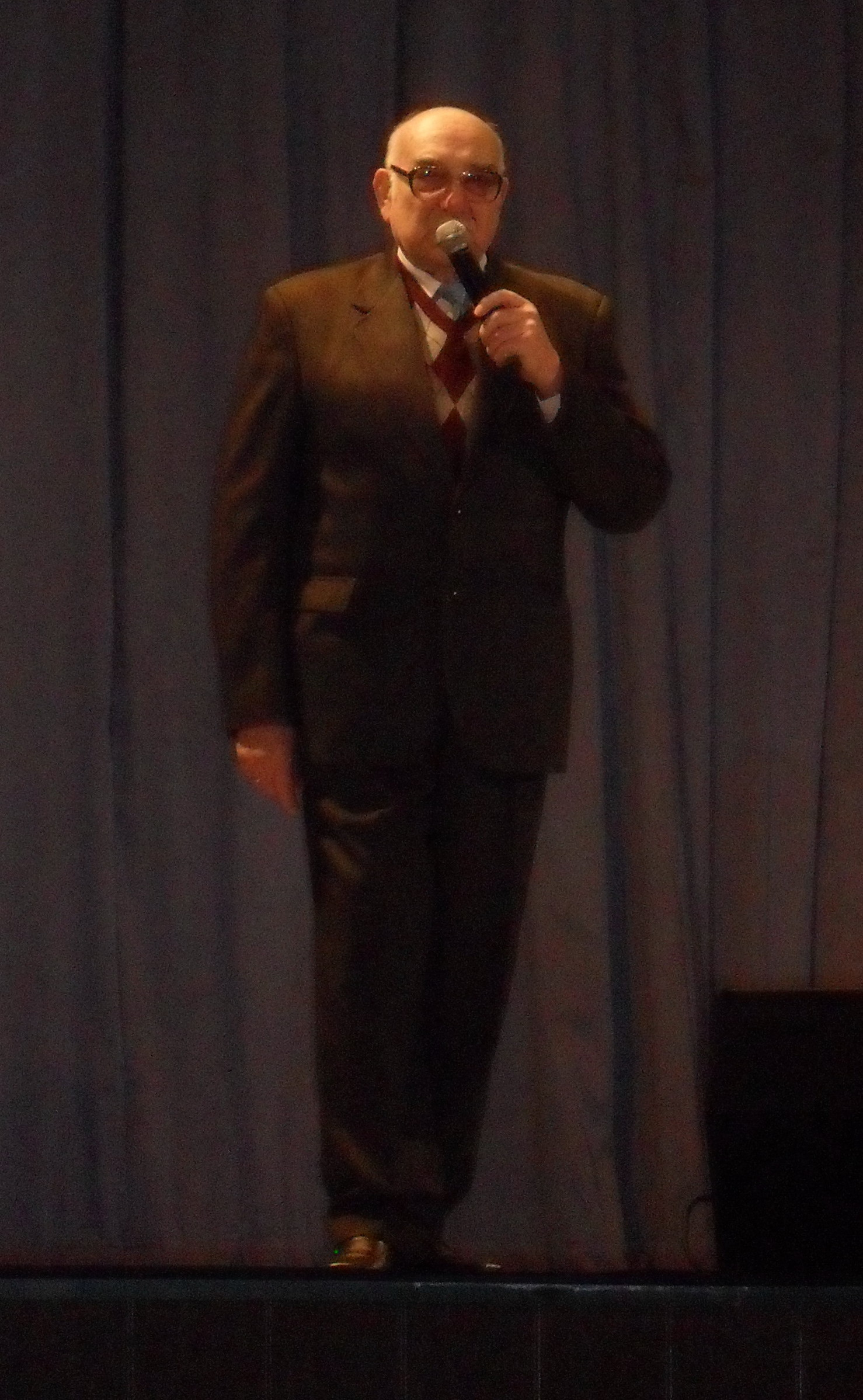
Olympiasieger Wiktor Zybulenko (hier im Jahr 2012)

Datum: 8. September 1960, 15:30 Uhr
| Platz | Name                   | Nation      | 1. Versuch | 2. Versuch | 3. Versuch | 4. Versuch                              | 5. Versuch                              | 6. Versuch                              | Endresultat |
| ----- | ---------------------- | ----------- | ---------- | ---------- | ---------- | --------------------------------------- | --------------------------------------- | --------------------------------------- | ----------- |
| 1     | Wiktor Zybulenko       | Sowjetunion | 84,64 m    | 76,59 m    | 76,46 m    | x                                       | 67,73 m                                 | x                                       | 84,64 m     |
| 2     | Walter Krüger          | Deutschland | 79,36 m    | 66,51 m    | 71,29 m    | 75,23 m                                 | 72,62 m                                 | x                                       | 79,36 m     |
| 3     | Gergely Kulcsár        | Ungarn      | 78,57 m    | 77,60 m    | 68,56 m    | 73,20 m                                 | x                                       | x                                       | 78,57 m     |
| 4     | Väinö Kuisma           | Finnland    | 78,40 m    | 74,04 m    | 74,45 m    | 67,75 m                                 | 76,38 m                                 | 74,69 m                                 | 78,40 m     |
| 5     | Willy Rasmussen        | Norwegen    | x          | 67,62 m    | 78,36 m    | x                                       | x                                       | 69,55 m                                 | 78,36 m     |
| 6     | Knut Fredriksson       | Schweden    | 69,70 m    | 78,33 m    | 64,29 m    | 72,53 m                                 | 78,01 m                                 | 68,51 m                                 | 78,33 m     |
|       |                        |             |            |            |            |                                         |                                         |                                         |             |
| 7     | Zbigniew Radziwonowicz | Polen       | 73,58 m    | 77,31 m    | 74,47 m    | nicht im Finale der besten sechs Werfer | nicht im Finale der besten sechs Werfer | nicht im Finale der besten sechs Werfer | 77,31 m     |
| 8     | Janusz Sidło           | Polen       | 76,46 m    | 76,43 m    | 71,93 m    | nicht im Finale der besten sechs Werfer | nicht im Finale der besten sechs Werfer | nicht im Finale der besten sechs Werfer | 76,46 m     |
| 9     | Carlo Lievore          | Italien     | 64,43 m    | 72,47 m    | 75,21 m    | nicht im Finale der besten sechs Werfer | nicht im Finale der besten sechs Werfer | nicht im Finale der besten sechs Werfer | 75,21 m     |
| 10    | Al Cantello            | USA         | 74,70 m    | 71,00 m    | 71,10 m    | nicht im Finale der besten sechs Werfer | nicht im Finale der besten sechs Werfer | nicht im Finale der besten sechs Werfer | 74,70 m     |
| 11    | Mart Paama             | Sowjetunion | 74,56 m    | 72,59 m    | 70,43 m    | nicht im Finale der besten sechs Werfer | nicht im Finale der besten sechs Werfer | nicht im Finale der besten sechs Werfer | 74,56 m     |
| 12    | Hermann Salomon        | Deutschland | 74,11 m    | x          | 72,95 m    | nicht im Finale der besten sechs Werfer | nicht im Finale der besten sechs Werfer | nicht im Finale der besten sechs Werfer | 74,11 m     |
| NM    | Terje Pedersen         | Norwegen    | x          | x          | x          | nicht im Finale der besten sechs Werfer | nicht im Finale der besten sechs Werfer | nicht im Finale der besten sechs Werfer | ogV         |

Dreizehn Teilnehmer hatten die Qualifikationsweite erreicht und sich für das Finale qualifiziert. Die Favoriten des Wettkampfes, Weltrekordler Al Cantello aus den USA und der Pole Janusz Sidło kamen im Finale nicht zurecht. Cantello wurde nur Zehnter, Sidło Achter. Dabei hatte Sidło, der sich in der Vergangenheit immer wieder als beständiger und verlässlicher Werfer präsentiert hatte, in der Qualifikation ausgezeichnete 85,14 m erzielt, die im Finale zur Goldmedaille gereicht hätten. Auch der US-Amerikaner Bill Alley, der in einem Schaukampf 86,46 m geworfen hatte, konnte seine Form nicht finden und blieb bereits in der Qualifikation hängen. Dieses Schicksal ereilte auch den Olympiasieger von 1956 Egil Danielsen aus Norwegen.
Die Medaillen waren schon nach dem ersten Durchgang vergeben, keiner der Athleten auf den ersten vier Plätzen konnte seine Weite verbessern. Auch die Mehrzahl der anderen Werfer erzielte das beste Resultat jeweils mit dem ersten Versuch. Begründet war dies in den Windverhältnissen an diesem Tag. Gleich nach der ersten Runde kamen böige Winde auf, die den Sportlern das Werfen schwer machten. Wer also wie Mitfavorit Sidło nicht gleich mit dem ersten Wurf auftrumpfen konnte, hatte später kaum noch eine Chance, nach vorne zu kommen. So sind die teilweise sehr überraschenden Platzierungen verständlich. Der sowjetische Athlet Wiktor Zybulenko gewann mit über fünf Metern Vorsprung auf den Silbermedaillengewinner Walter Krüger aus Deutschland. Einen knappen Meter weiter zurück errang der Ungar Gergely Kulcsár Bronze.
Wiktor Zybulenko errang den ersten sowjetischen Olympiasieg im Speerwurf.

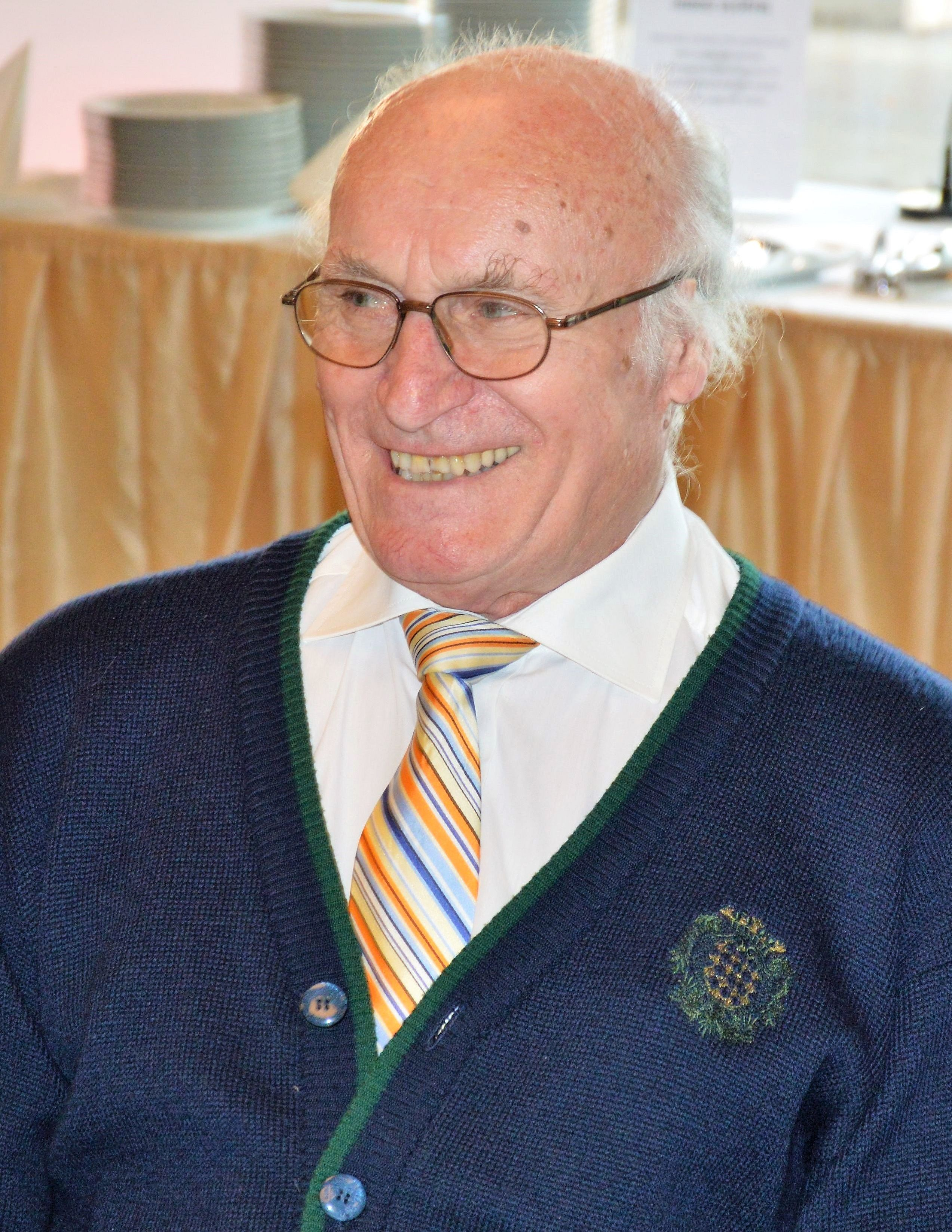
Bronze gab es für Gergely Kulcsár (Foto von 2013) – 1964 Olympiazweiter und 1968 erneut Olympiadritter
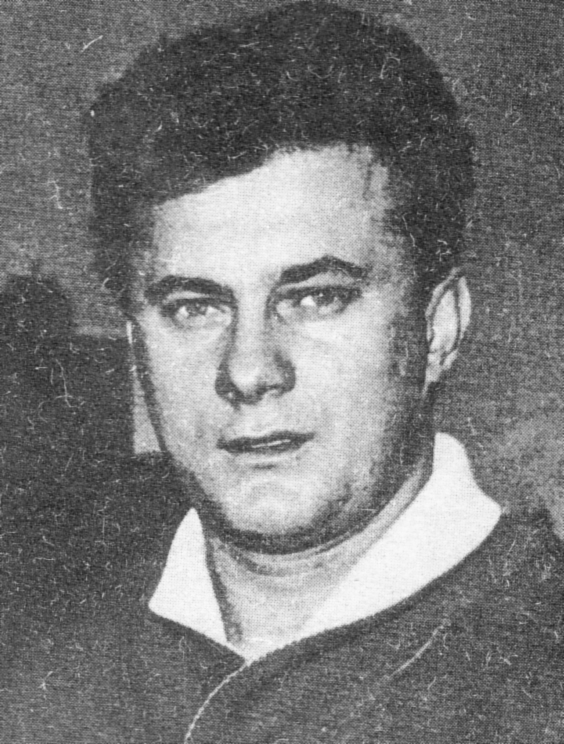
Der zweifache Europameister (1954/1958) und Olympiazweite von 1956 Janusz Sidło belegte Rang acht
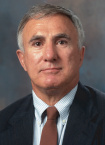
Der aktuelle Weltrekordinhaber Al Cantello (hier im Jahr 2009)  kam mit einer ungewöhnlichen Wurftechnik auf den zehnten Platz
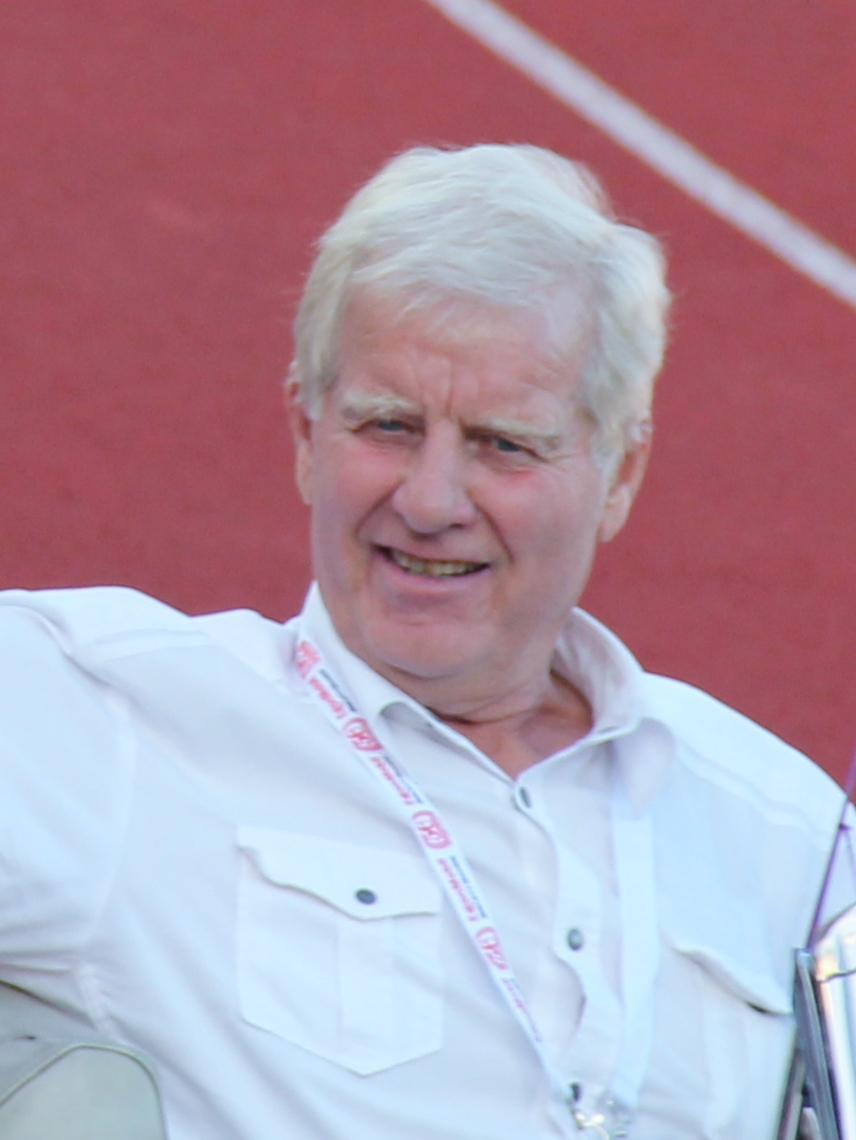
Der spätere Weltrekordler Terje Pedersen (Foto: 2015) blieb im Finale verletzungsbedingt ohne gültigen Versuch

## Videolinks
- JAVELIN MEN 1960 Olympics Rome, youtube.com, abgerufen am 30. August 2021
- Walter Krüger (DDR) javelin 79.36 meters olympic silver medal (Rome) 1960, youtube.com, abgerufen am 30. August 2021